# Płaskolepek poduszeczkowaty
Płaskolepek poduszeczkowy (Platygloea disciformis (Fr.) Neuhoff)  – gatunek grzybów z rodziny płaskolepkowatych (Platygloeaceae). 

## Systematyka i nazewnictwo
Pozycja w klasyfikacji według Index Fungorum: Platygloea, Platygloeaceae, Platygloeales, Incertae sedis, Pucciniomycetes, Pucciniomycotina, Basidiomycota, Fungi.
Obecną polską nazwę zaproponował Wojewoda w 1977.

## Występowanie i siedlisko
Występuje w Europie i Oceanii, najczęściej w Europie, w tym w Polsce. Rośnie w lasach, parkach, przy drogach i ulicach, na martwych, opadłych lub wiszących gałązkach lipy, np. Tilia platyphyllos.